# True Romance (canción de Tove Lo)
«True Romance» es una canción de la artista sueca Tove Lo. Fue lanzada el 21 de junio de 2022 por Pretty Swede Records, el sello de Tove Lo y afiliado con Mtheory, siendo el tercer sencillo de su álbum de estudio Dirt Femme. Fue coescrita por Lo y Timothy Nelson, quien también produjo la canción. El video musical fue lanzado el mismo día y fue dirigido por Channing Strada.

## Antecedentes y lanzamiento
La canción comenzó a burlarse el 16 de junio de 2022, cuando Lo compartió en sus redes sociales una foto de una sesión de fotos y el emoji de dos escorpiones. True Romance se anunció el 20 de junio, cuando Lo publicó el enlace de pre-salida en Twitter junto con un video de 15 segundos de la canción donde reveló la portada del single, donde tuiteó: "Me ha encantado tocar esta para ustedes en los shows hasta ahora, estoy lista para compartirla con todos pronto". La canción se estrenó en The Zane Lowe Show, la emisora de radio de Apple Music 1 presentada por Zane Lowe a las 9 de la mañana y estuvo disponible en los servicios de música horas después. Con el lanzamiento de la canción, Lo anunció simultáneamente el título, la lista de canciones y el arte de la portada de su álbum Dirt Femme.

## Composición
Fue escrita por Lo junto al productor TimFromTheHouse, también conocido como Tim Nelson. Hablando de su colaboración, Lo dijo: "Ambos teníamos la necesidad de escribir algo diferente y dramático. Tardé tres días en componer la letra, pero la grabé en una sola toma. Quería hacer algo que contara una historia de principio a fin. Eso es algo que rara vez se ve en la música pop, y siento que a veces es divertido desmenuzarlo". La cantante dijo que la letra trata sobre "el amor destructivo en su mejor y peor momento". "Es una locura el efecto que una persona puede tener en ti cuando estás enamorado", dijo. "Ya sea tóxico o genial. El hecho de que alguien pueda tener ese efecto en ti y sientas que no te vas a recuperar me parece fascinante. Siendo completamente vulnerable en una relación, corres el riesgo de romperte". Tove añadió: "El amor es duro, tío. El amor duele".
La canción se inspiró en Lo cuando vio una de sus películas favoritas, Amor a quemarropa (1993), dirigida por Tony Scott con guion de Quentin Tarantino, y utilizó algunos de los puntos de la trama de la película para contar una nueva historia: "Todo empezó con este hermoso latido de corazón con estas ondas emocionales.

## Videoclip
El vídeo se estrenó junto a la canción. El vídeo se rodó en el desierto de las afueras de Los Ángeles a principios de 2022 y contó con la dirección firmada por Kenny Laubbacher, que "capta a la perfección el viaje emocional de la canción", según Lo. El vídeo muestra a la cantante con un conjunto azul brillante, botas de cuero, peinado con coleta y sosteniendo un martillo en la mano, donde aparece caminando por un desierto. Según ella misma, la escena se rodó en una sola toma.